# Gelis circumdatus
Gelis circumdatus là một loài tò vò trong họ Ichneumonidae.